# Frontière entre l'Égypte et la Grèce
La frontière entre l'Égypte et la Grèce est une frontière internationale intégralement maritime non formalisée par un traité qui délimite l'Égypte de la Grèce en mer Méditerranée. La Grèce étend sa zone économique en Méditerranée avec les îles de Crète et de Karpathos.
Les deux extrémités de la frontière sont les tripoints Égypte-Grèce-Chypre et Égypte-Grèce-Libye.
Les conflits entre la Grèce et la Turquie et ceux entre l'Égypte et la Libye empêchent toute définition claire dans cette zone.
Le président égyptien Abdel Fattah al-Sissi, le président chypriote Nicos Anastasiades et le Premier ministre grec Antonis Samaras ont tenu un sommet tripartite au Caire le 8 novembre 2014, au cours duquel les dirigeants des trois pays ont abordé les problèmes en cours dans la région du Moyen-Orient et de l'Est de la Méditerranée et les trois chefs de gouvernement sont convenus définir les frontières maritimes communes et la ZEE.
Six mois plus tard, un nouveau sommet s'est tenu à Nicosie, le 29 avril 2015, entre les chefs des gouvernements de Chypre, d'Égypte et de Grèce ; parmi les sujets abordés figurent le développement des réserves d'hydrocarbures en Méditerranée orientale, le long de la frontière maritime entre les deux pays dans leurs zones économiques exclusives.
En 2019, la Turquie et la Libye ont signé un accord sur leur frontière maritime qui permet à la Turquie de faire valoir ses droits sur de vastes zones en Méditerranée orientale convoitée par l’Égypte, la Grèce et Chypre pour leur potentiel en ressources gazières. La Grèce, Chypre et l'Égypte contestent cet accord, qui n'est pas conforme au droit de la mer.